# Штучна деформація черепа

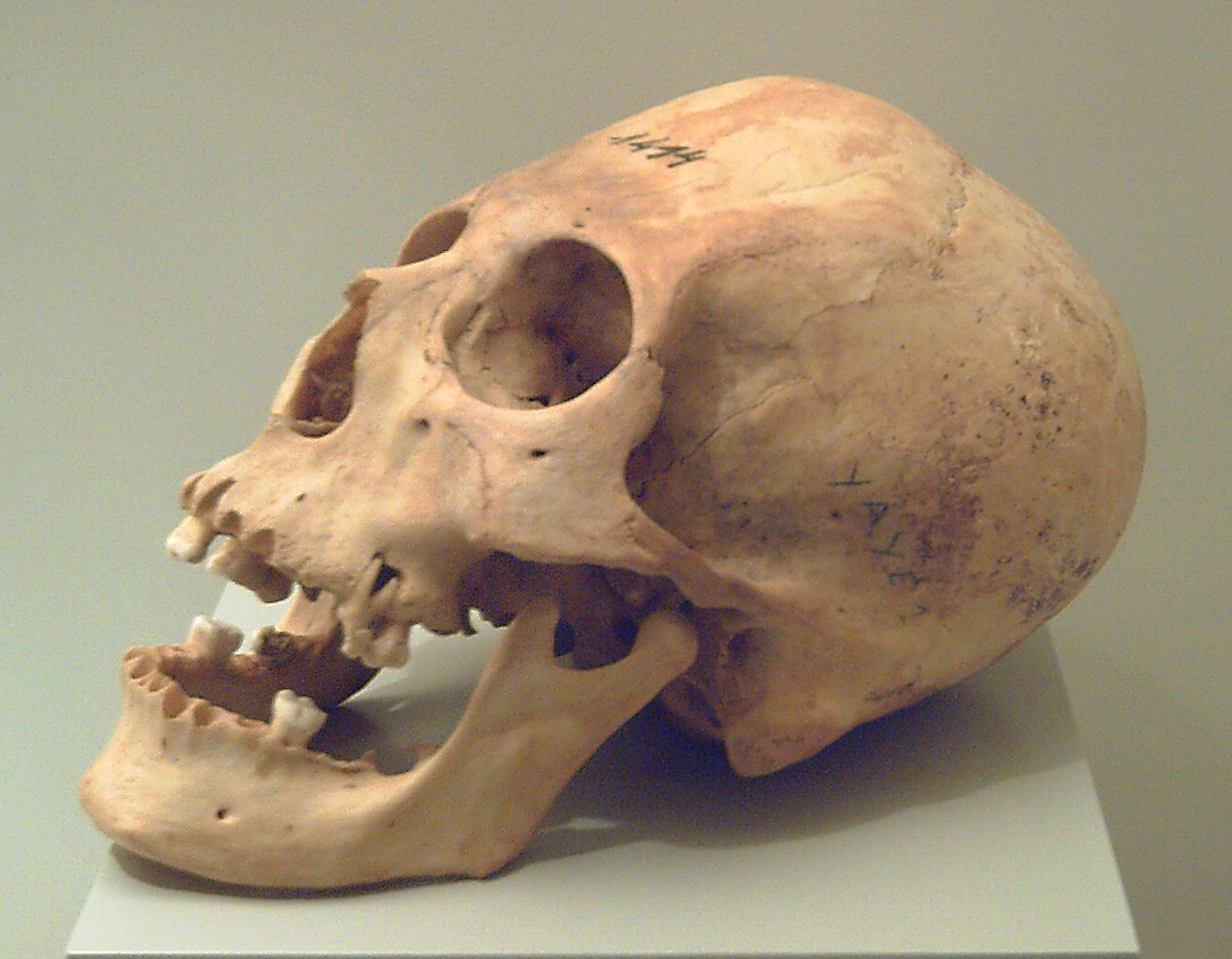
Череп деформований з естетичних міркувань (культура Атакаменьйо, 260–300)

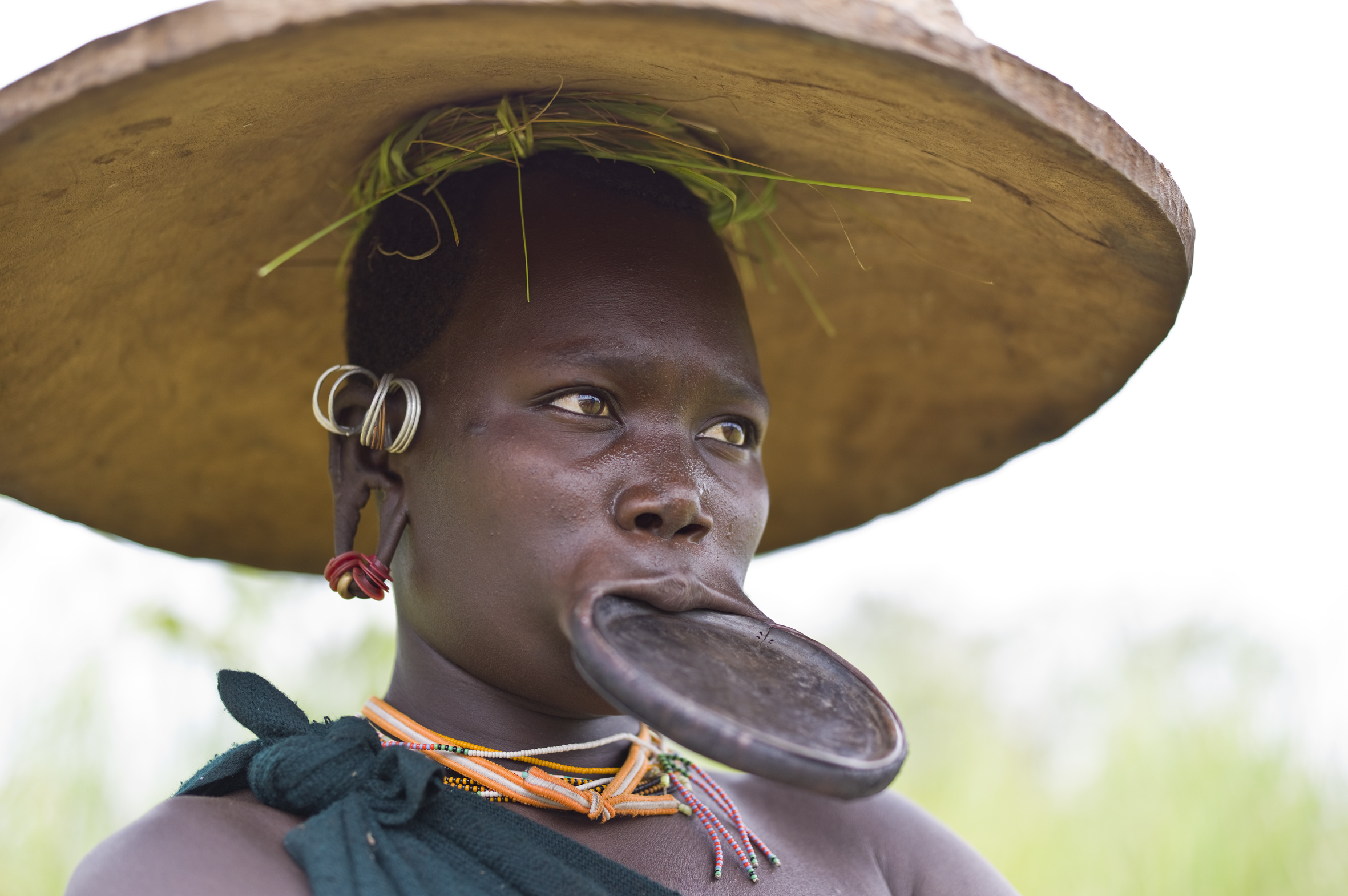

Шту́чна деформа́ція че́репа — навмисна зміна форми голови, звичай, поширений у багатьох давніх народів.
Найпоширеніший різновид штучної деформації — циркулярна, або баштоподібна, коли черепу надають форми, витягнутої в двох напрямках — догори і назад.
Вперше спосіб штучної деформації описав Гіппократ при описі макроцефалів.
На території України штучно деформовані черепи знайдені у похованнях катакомбної культури, сарматських племен, ранніх кочовиків другої половини I тис. до н. е.